# Letendraea eurotioides
Letendraea eurotioides är en svampart som beskrevs av Sacc. 1880. Letendraea eurotioides ingår i släktet Letendraea, ordningen Pleosporales, klassen Dothideomycetes, divisionen sporsäcksvampar och riket svampar.   Inga underarter finns listade i Catalogue of Life.